# Inga Lindström: Wiedersehen in Eriksberg
Wiedersehen in Eriksberg ist ein deutscher Fernsehfilm von John Delbridge aus dem Jahr 2008. Er ist Bestandteil des ZDF-Herzkino-Sonntagsfilms und der 28. Film der Inga-Lindström-Reihe nach der gleichnamigen Erzählung von Christiane Sadlo. Die Hauptrollen sind mit Inez Bjørg David, Oliver Boysen, Andrea L’Arronge, Robert Giggenbach und Michaela Rosen besetzt.

## Handlung
Nike Hanson und ihr Freund Bertil Berg wollen nach Los Angeles auswandern um ein Restaurant zu eröffnen. Zuvor möchte Nike noch zu ihren Eltern nach Eriksberg fahren, um ihre Möbel einzustellen und beim Jubiläumsfest zu helfen, Nikes Mutter Elisabeth führt dort einen Buchladen, den es seit 25 Jahren gibt. Dr. Patrick Meller ist der neue Arzt im Dorf und holt sich einen Rat bei ihr, da seine Sprechstundenhilfe Silke Geburtstag hat und er ihr ein Buch schenken will. Als Nike mit ihrem Lieferwagen von der Fähre fährt überfährt sie fast eine Frau, die Vögel fotografiert. Irgendwie hat Nike das Gefühl die Frau zu kennen. Als sie danach bei ihrer Mutter eintrifft, verletzt sie sich ungeschickterweise am Kopf und geht deswegen zum Arzt. Dabei lernt sie Dr. Meller kennen, der sie verarztet. Als sie danach auf dem Markt einkaufen geht, treffen sich die beiden wieder. Da er am Nachmittag frei hat, anerbietet er sich, beim Kochen zu helfen. Elisabeth und ihr Mann Mats machen sich Sorgen, weil der neue Besitzer des Hauses, in dem der Buchladen ist, ihnen den Mietvertrag gekündigt hat.
Die fremde Frau vom Fährhafen heißt Carlotta Stone und kommt aus Boston, sie schleicht um das Haus von den Hansons herum und beobachtet Nike. Später sieht Elisabeth die Frau auf dem Friedhof, bevor sie aber genauer hinsehen kann, ist sie wieder verschwunden. Nike lädt Patrick spontan zum Essen ein, weil er so fleißig geholfen hat. Als sie sich danach verabschieden, regen sich Gefühle bei beiden. Als Nike am nächsten Morgen joggen geht, trifft sie auf Carlotta. Da sie einen Schwindelanfall hat, nimmt Nike sie mit nach Hause. Elisabeth sieht sich nun bestätigt, dass sie die Frau vom Friedhof kennt, denn Carlotta ist ihre Schwester, die sie seit 25 Jahren nicht mehr gesehen hat. Nike begleitet Carlotta zu Dr. Meller, er diagnostiziert nur einen niedrigen Blutdruck. Danach bittet sie Carlotta, bei ihnen zu wohnen. Als Nike später auf einem Hof Hühner für das Fest bestellen will, trifft sie zufällig auf Patrick, der dort gerade einen Hausbesuch macht. Sie gehen zusammen spazieren, wobei Patrick sie spontan küsst. Nike ist total verwirrt.
Zu Hause haben Carlotta und Elisabeth eine Auseinandersetzung wegen Nike. Am Abend besucht Nike Patrick in seinem Haus. Sie braucht jemanden zum Reden, weil sie sich Sorgen wegen ihren Eltern macht. Als sie am nächsten Morgen gemeinsam fischen gehen, kommen sie sich wieder näher. Danach konfrontiert sie ihre Eltern damit, dass sie weiß, dass sie Probleme wegen des Ladens haben. Sie will ihre Hilfe anbieten, stößt aber auf Ablehnung. Am Abend wollen Patrick und Nike ihren Fang vom Morgen grillieren, als plötzlich Milly auftaucht. Sie gibt vor, die Freundin von Patrick zu sein. Nike ist enttäuscht und geht nach Hause. Dort schnappt sie ein Gespräch zwischen Carlotta und Elisabeth auf, wobei sie erfährt, dass Carlotta ihre richtige Mutter ist, die sie aber nicht haben wollte. Elisabeth versucht ihr zu erklären, wieso es dazu kam, Nike ist aber von beiden komplett enttäuscht und läuft davon.
Als Carlotta am nächsten Morgen wieder einmal vor ihren Problemen flüchten will, bricht sie wieder zusammen. Patrick redet ihr ins Gewissen, dass sie sich nun endlich untersuchen lassen soll. Carlotta hat aber Angst. Bei dieser Gelegenheit erfährt auch Patrick davon, dass Carlotta die leibliche Mutter von Nike ist. Diese ist nach Stockholm zurückgekehrt und trifft sich mit Bertil um ihm zu sagen, dass sie am liebsten sofort nach L.A. fliegen würde. Patrick macht sich auf die Suche nach ihr. Er findet sie und redet auf sie ein, er macht ihr klar, dass sie gerade dabei ist, einen großen Fehler zu machen. In Eriksberg taucht Sam auf, Carlottas Mann. Elisabeth sagt ihm, dass sie nach Stockholm gegangen ist. Nike und Patrick erfahren davon und suchen sie. Nike redet ihr nun auch noch ins Gewissen, Carlotta erklärt auch ihr von ihren Ängsten. Endlich willigt sie aber ein, sich untersuchen zu lassen. Dabei stellt sich heraus, dass sie lediglich unter Eisenmangel leidet.
Nike geht mit Patrick in ihre Wohnung, er redet auf sie ein, aber Nike will Bertil nicht enttäuschen. So geht er nach Hause. Am nächsten Morgen trifft Sam in Stockholm ein und lernt Nike kennen, die unbedingt von ihrer Mutter wissen will, weshalb sie sie weggegeben hat. Sie erzählt ihr die ganze Geschichte, muss Nike aber gestehen, dass sie nicht weiß, wer ihr Vater ist. Nike versucht Carlotta zu verstehen, was ihr aber schwerfällt. Später telefoniert sie mit Patrick, er wirft ihr vor, dass sie sich nicht entscheiden kann und legt auf. Daraufhin wird ihr klar, was sie falsch gemacht hat und spricht mit Bertil darüber. Als Patrick sie am nächsten Morgen in Stockholm aufsucht, fällt er aus allen Wolken, als sie ihm eröffnet, dass sie bleibt. Sie kehren gemeinsam nach Eriksberg zurück, wo sich Nike mit Elisabeth und Mats versöhnt. Am Jubiläumsfest tauchen auch Carlotta und Sam auf, um allen zu eröffnen, dass sie das Haus mit Elisabeths Buchhandlung gekauft haben und sie ihren Laden behalten kann. Patrick macht sich nur Sorgen, weil er zwei Schwiegermütter bekommt.

## Hintergrund
Wiedersehen in Eriksberg wurde vom 8. September bis zum 2. Oktober 2008 unter dem Arbeitstitel September in Eriksberg an Schauplätzen in Schweden gedreht. Produziert wurde der Film von der Bavaria Fiction GmbH.

## Rezeption

### Einschaltquote
Die Erstausstrahlung am 5. April 2009 im ZDF wurde von 6,05 Millionen Zuschauern gesehen.

### Kritiken
Die Kritiker der Fernsehzeitschrift TV Spielfilm zeigten mit dem Daumen nach unten und fassten den Film mit den Worten „Strömt seicht durch schnulzige Gewässer“ kurz zusammen.